# La Forrest Cope
La Forrest Cope (Queens, ...) è una cantautrice statunitense.

## Biografia
La La Cope ha avviato la sua carriera musicale nel 1981, quando è stata notata da Stacy Lattisaw; successivamente ha collaborato vocalmente con i Change. Durante la sua carriera ha scritto canzoni per numerosi artisti, come Lillo Thomas, Melba Moore, Glenn Jones Giorge Pettus, Carl Anderson e Stephanie Mills. In particolare, ha scritto, per Whitney Houston, You Give Good Love e Thinking About You. Nel 1987 è uscito il suo album di debutto La La, entrato nella classifica statunitense dedicata agli album R&B alla 57ª posizione. Nella Hot R&B/Hip-Hop Songs ha invece piazzato i singoli (If You) Love Me Just a Little e My Love Is On the Money.

## Discografia

### Album in studio
- 1987 – La La
- 1991 – La La Means I Love You!

### Singoli
- 1984 – Into the Night
- 1986 – (If You) Love Me Just a Little
- 1987 – My Love Is on the Money
- 1987 – I Got a Thing for You
- 1987 – We'll Keep Striving
- 1991 – A New Way of Love